# مورادیان
مورادیان (زبان ارمنی: Մուրադյան), یکی از نام‌های خانوادگی رایج در میان ارمنیان می‌باشد.
- بادال مورادیان، دانشمند و سیاستمدار
- ایگور مورادیان، کنشگر سیاسی و کارشناس علوم سیاسی
- داویت مورادیان، نویسنده، و نمایش‌نامه‌نویس
- رالف مورادیان، وکیل
- رومئو مورادیان، هنرپیشه
- سارگیس مورادیان، سیاستمدار
- کارن مورادیان،  بازیکن فوتبال
- نینا مورادیان، بازیکن والیبال
- سارگی مورادیان
- آرمن مورادیان
- الیزا مورادیان
- موشغ مورادیان
- موراد مورادیان
- پیش‌نویس:ادوارد مورادیان
- پیش‌نویس:وازگن مورادیان
- پیش‌نویس:ماریام مورادیان
- پیش‌نویس:لائورا مورادیان
- پیش‌نویس:پارگئو مورادیان
- پیش‌نویس:نارک مورادیان